# آنا آرخیپووا
آنا آرخیپووا (روسی: Анна Валерьевна Архипова؛ زادهٔ ۲۷ ژوئیهٔ ۱۹۷۳) بازیکن بسکتبال، و سرمربی (بسکتبال) اهل اتحاد جماهیر شوروی سوسیالیستی است.